# Monthly Shonen Jump
Monthly Shōnen Jump (яп. 月刊少年ジャンプ, Gekkan Shōnen Janpu) — вже неіснуючий журнал сьонен манґи видавництва Shueisha, який щомісяця виходив у Японії з 1970 по 2007 рік як частина серії журналів Jump. Це був сестринський журнал Weekly Shonen Jump.

## Історія
Журнал Monthly Shōnen Jump почався як допоміжний випуск Weekly Jump під назвою Bessatsu Shōnen Jump.
Другий випуск називався Monthly Shōnen Jump, який прижився та став окремим незалежним журналом манги.
Журнали сьонен манґи в Японії в 1980-х роках зосереджувалися на персонажах бісьодзьо, і Monthly Shōnen Jump виділявся завдяки численним зв’язкам із продуктами та іграшками в цей період і в 1990-х роках.
22 лютого 2007 року Shueisha оголосили, що Monthly Jump припиняє виходити з липневого випуску (у продажу 6 червня 2007 року). Продажі впали втричі порівняно з піковими. Згодом замість Monthly Shonen Jump було створено новий журнал Jump SQ., що виходить з листопада того ж року.
У листі від 2 травня 2007 року було оголошено, що Клеймор бере місячну перерву, але він, Gag Manga Biyori, Розаріо + Вампір і Tegami Bachi продовжуватимуть працювати в Weekly Shonen Jump до початку випуску журналу Jump SQ.